# アクイタニア語
アクイタニア語（Aquitanian language）は、西ピレネー山脈の両側に位置する古代アクイタニア、またピレネー山脈南部のバスク地方で、ローマ帝国による支配以前にアクイタニア人により話された古代言語である。中世初期まで話されていたようである。
考古学的、歴史学的に、アクイタニア語はバスク語の祖先か近縁な言語であることがわかっている。バスク語と近縁な別言語ということであれば、バスク語と合わせてバスク語族を成すといえる。